# Eddy Sánchez Iglesias
Demetrio Eduardo «Eddy» Sánchez Iglesias (Maracay, 1 de setembre de 1973) és un polític i economista espanyol.
Nascut l'1 de setembre de 1973 a la ciutat veneçolana de Maracay (Estat d'Aragua), fill de pare cubà i mare espanyola, es va traslladar als 14 anys a Espanya, on va ingressar en Comissions Obreres (CC.OO.). Va estudiar dret a la Universitat de Salamanca i es va llicenciar en Ciències Polítiques i Sociologia per la Universitat Complutense de Madrid (UCM).
Sánchez, que va treballar com a tècnic en l'Assemblea de Madrid i com a investigador associat del departament d'Economia Aplicada de la UCM, va ser triat coordinador d'Esquerra Unida Comunitat de Madrid (IU-CM) al desembre de 2012. Va dimitir com a coordinador d'IU-CM al desembre de 2014, després de la victòria de Tania Sánchez a les primàries per elegir un candidat de la formació aspirant a la presidència de la Comunitat de Madrid.
Es va convertir en diputat de la novena legislatura de l'Assemblea de Madrid el 19 de febrer de 2015, quan va cobrir l'escó vacant per renúncia de María Espinosa de la Llave.